# (20538) 1999 RN84
A (20538) 1999 RN84 a Naprendszer kisbolygóövében található aszteroida. A LINEAR projekt keretében fedezték fel 1999. szeptember 7-én.